# Ferrocarriles del Volga

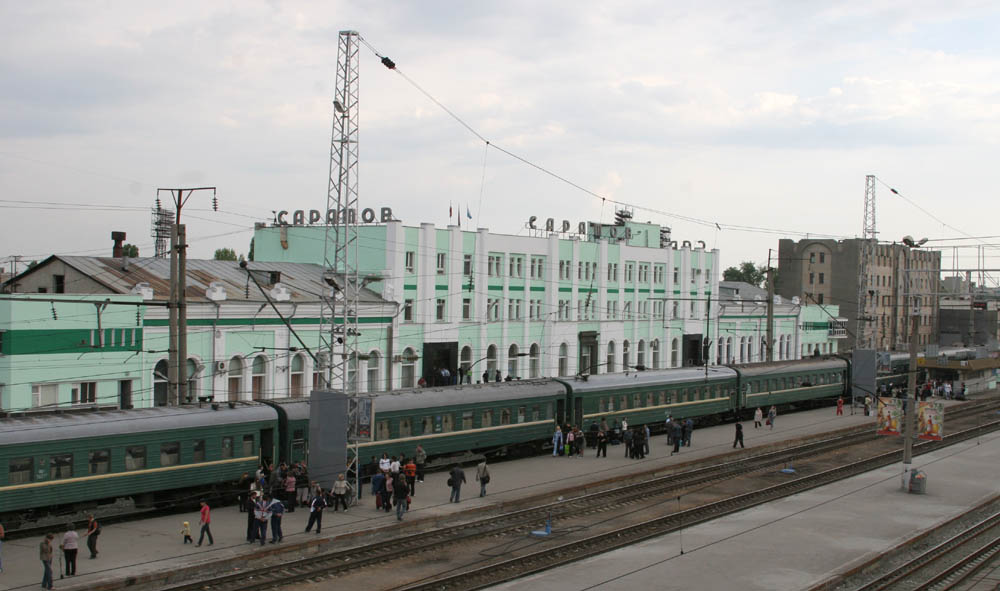
Estación de Saratov I

Ferrocarriles de Privolzhskaya (en ruso: Приволжская железная дорога, romanizado: Privolzhskaya zheleznaya doroga), también conocido como Ferrocarril del Volga y por sus siglas PZhD, es la red subsidiaria de Ferrocarriles Rusos que da servicio a las regiones de Sarátov, Volgogrado y Astracán. La sede central de la empresa se encuentra en la localidad de Sarátov.
Fue construido en 1953. La extensión de la red férrea es de 4.276, y conectan las capitales de provincia a través de un ramal cuya terminal se encuentra en la ciudad portuaria de Olya, Astracán, a orillas del mar Caspio. Cabe destacar que parte del trayecto discurre por Kazajistán.

## Historia
El ferrocarril fue construido en mayo de 1953 mediante la combinación de secciones del ferrocarril Ryazan-Ural y el ferrocarril de Stalingrado. El jefe del camino fue nombrado Alexander Karlovich Kimstach.
De 1948 a 1960, el camino fue transferido universalmente de vapor a diesel. El depósito de locomotoras Verkhny Baskunchak es una de las locomotoras diésel más antiguas de la red ferroviaria, ha estado operando locomotoras desde 1948. En 1959 el cruce de Volgogrado se electrificó con corriente continua para el tráfico suburbano. En 1965, la línea Penza - Rtishchevo - Povorino se electrificó con corriente alterna. En 1968, la corriente continua se electrificó bajo el tráfico suburbano del cruce de Saratov.
En 1990, el cruce de Astrakhan (sección Kutum - Astrakhan - Aksarayskaya) se electrificó con corriente alterna para el tráfico suburbano. En 1988 el Rtishchevo-Atkarsk - Anisovka línea fue electrificada con corriente alterna y se transfiere a la corriente de unión Saratov alterna. En 1992, la línea Saratov-Sennaya se electrificó con corriente alterna. En 1999 se inició la electrificación con corriente alterna desde Saratov hacia el sur, en 2000 se puso en marcha la sección Saratov-Karamysh, en 2001 Karamysh-Petrov Val, en 2002Se pusieron en servicio las secciones Petrov Val - Volgogrado y Zhutovo - Kotelnikovo; en 2003, la unidad de Volgogrado se cambió a corriente alterna. En 2004, en el marco del Corredor de Transporte Internacional Norte-Sur, los Ferrocarriles Rusos llevaron la rama del Ferrocarril Volga al puerto internacional de Olya en el Caspio. En 2008, se completó la reconstrucción del tramo de la carretera Sennaya - Syzran. Durante la reconstrucción, se construyó un segundo camino sólido y el sitio se electrificó.